# Dioscorea rumicoides
Dioscorea rumicoides är en enhjärtbladig växtart som beskrevs av August Heinrich Rudolf Grisebach. Dioscorea rumicoides ingår i släktet Dioscorea och familjen Dioscoreaceae. Inga underarter finns listade i Catalogue of Life.